# 日本経済学会連合
日本経済学会連合（にほんけいざいがっかいれんごう、英語: The Union Of National Economic Association In Japan (UNEAJ)）は、日本の学術研究団体の一つ。

## 概要
1950年1月22日設立。学術研究団体としての種別は連合体。
加盟学会の学術活動の発展、および加盟学会の国内外での学術交流・協力の促進を目的に設立された。
連合体として日本農業経済学会、日本経営学会、社会経済史学会、日本統計学会、国際ビジネスコミュニケーション学会、日本商品学会、日本会計研究学会、日本経済政策学会、日本財政学会、日本保険学会、日本金融学会、日本人口学会、政治経済学・経済史学会、公益事業学会、経済学史学会、日本国際経済学会、社会政策学会、日本商業学会、アジア政経学会、経済地理学会、経済理論学会、日本経営数学会、組織学会、日本貿易学会、日本地域学会、日本港湾経済学会、比較経済体制学会、経営史学会、経済社会学会、日本労務学会、産業学会、日本比較経営学会、日本消費経済学会、日本リスクマネジメント学会、日本マネジメント学会、日本経営システム学会、日本会計史学会、日本物流学会、日本経済会計学会、経営哲学学会、国際会計研究学会、日本地方自治研究学会、生活経済学会、国際公共経済学会、会計理論学会、日本地域経済学会、労務理論学会、経営行動研究学会、日本管理会計学会、文化経済学会、日本経営倫理学会、経営学史学会、国際ビジネス研究学会、アジア経営学会、進化経済学会、アジア市場経済学会、経営行動科学学会、中国経済経営学会、異文化経営学会、日本海運経済学会、日本交通学会、多国籍企業学会を含む。

## 沿革
- 1950年 - 日本経済学会連合設立。

## 刊行物

### 日本経済学会連合英文年報
- 誌名（和文）：日本経済学会連合英文年報
- 誌名（欧文）：Information Bulletin of The Union of National Economic Associations in Japan
- 創刊年：1980
- 資料種別：その他
- 使用言語：英語のみ
- 発行形態：その他電子体
- 著作権帰属先：学会
- クリエイティブコモンズ：定めていない
- 購読：無料